# Roupala glaberrima
Roupala glaberrima là một loài thực vật có hoa trong họ Quắn hoa. Loài này được Pittier miêu tả khoa học đầu tiên năm 1917.